# Kallima spiridiva
Kallima spiridiva är en fjärilsart som beskrevs av Smith 1885. Kallima spiridiva ingår i släktet Kallima och familjen praktfjärilar. Inga underarter finns listade i Catalogue of Life.